# Старина Олександр Миколайович
Олекса́ндр Микола́йович Старина (нар. 1981, Дніпро) — український військовослужбовець, командир 140-го окремого розвідувального батальйону морської піхоти, учасник російсько-української війни. 

## Біографія
Народився у 1981 році у місті Дніпро. У 2005 році закінчив Національний гірничий університет за спеціальністю «юрист». У 2004 році закінчив військову кафедру університету та отримав звання молодшого лейтенанта.
З 2005 до 2014 року працював за цивільною спеціальністю, зокрема у 2012 році отримав ліцензію арбітражного керуючого.
У липні 2014 року був мобілізований до Збройних сил України та призначений командиром взводу розвідувальної роти 74-го окремого розвідувального батальйону.

## Участь у російсько-українській війні
Брав участь у бойових діях з серпня 2014 року. Брав участь у боях за Донецький аеропорт, населені пункти Мар'їнка, Красногорівка, Авдіївка та обороні Авдіївської промзони.
З грудня 2016 по грудень 2017 року виконував бойові завдання на Маріупольському напрямку. У квітні 2017 року був призначений командиром розвідувальної роти 74-го окремого розвідувального батальйону.
З квітня 2018 року до 2021 року на чолі розвідувальної роти виконував завдання з розвідки у смузі Очеретинне-Авдіївка-Піски-Мар'їнка.
З 24 лютого 2022 року брав участь у бойових діях на Донецькому та Волноваському напрямках, обороні Вугледару, Мар'їнки та Пісків.
У серпні 2022 року був призначений командиром 140-го окремого розвідувального батальйону морської піхоти. У вересні 2022 року батальйон брав участь у Харківській операції, звільненні Лиману та боях за Кремінну.
З жовтня 2023 року брав участь у наступальній операції на Херсонському напрямку.

## Нагороди
- Орден Богдана Хмельницького III, II та I ступенів[3][4][5]
- Орден Данила Галицького[6]
- Знак Пошани Міністерства оборони України (двічі)
- Народний Герой України[7]